# Komeet Halley
De komeet 1P/Halley, ook bekend als de komeet (van) Halley, is een van de bekendste en helderste periodieke kometen. De komeet is genoemd naar Edmond Halley, die voor het eerst vaststelde dat kometen waarover in de geschiedenis geschreven was, volgens een bepaald patroon verschenen, zodat ze dezelfde komeet moesten zijn. Hij voorspelde dat de komeet in 1758 zou terugkeren. Deze voorspelling klopte, maar Halley mocht dat zelf niet meer meemaken. De verschijning in 1758 was op Hawaï groot nieuws: daar werd de komeet gezien als de aankondiging van de aanstaande heerschappij van koning Kamehameha I.
De komeet van Halley heeft een omlooptijd van ongeveer 76 jaar (variërend tussen de 74–79 jaar). De oudst bekende waarneming dateert waarschijnlijk uit 466 voor Christus. Onder andere Chinese, Babylonische en oud-Europese astronomen omschreven de komeet. Er is ook weleens gespeculeerd dat de ster van Bethlehem de komeet van Halley was, maar dat is onwaarschijnlijk omdat die al in het jaar 12 voor Christus verscheen. Het kan natuurlijk ook een willekeurige andere komeet zijn geweest. Abt Emo van Huizinge vermeldt in zijn kroniek van Bloemhof de verschijning van een komeet in augustus 1222. Dit is waarschijnlijk de eerste gedocumenteerde waarneming in wat nu Nederland is.
De laatste passage van de aarde was in 1986, maar de komeet was toen nauwelijks met het blote oog te zien. In 2061 wordt de komeet Halley weer verwacht.
In 1986 passeerde de ruimtesonde Giotto de kern van de komeet. De beelden die Giotto doorstuurde, toonden voor het eerst de vorm van zo'n kern.

## Levensduur

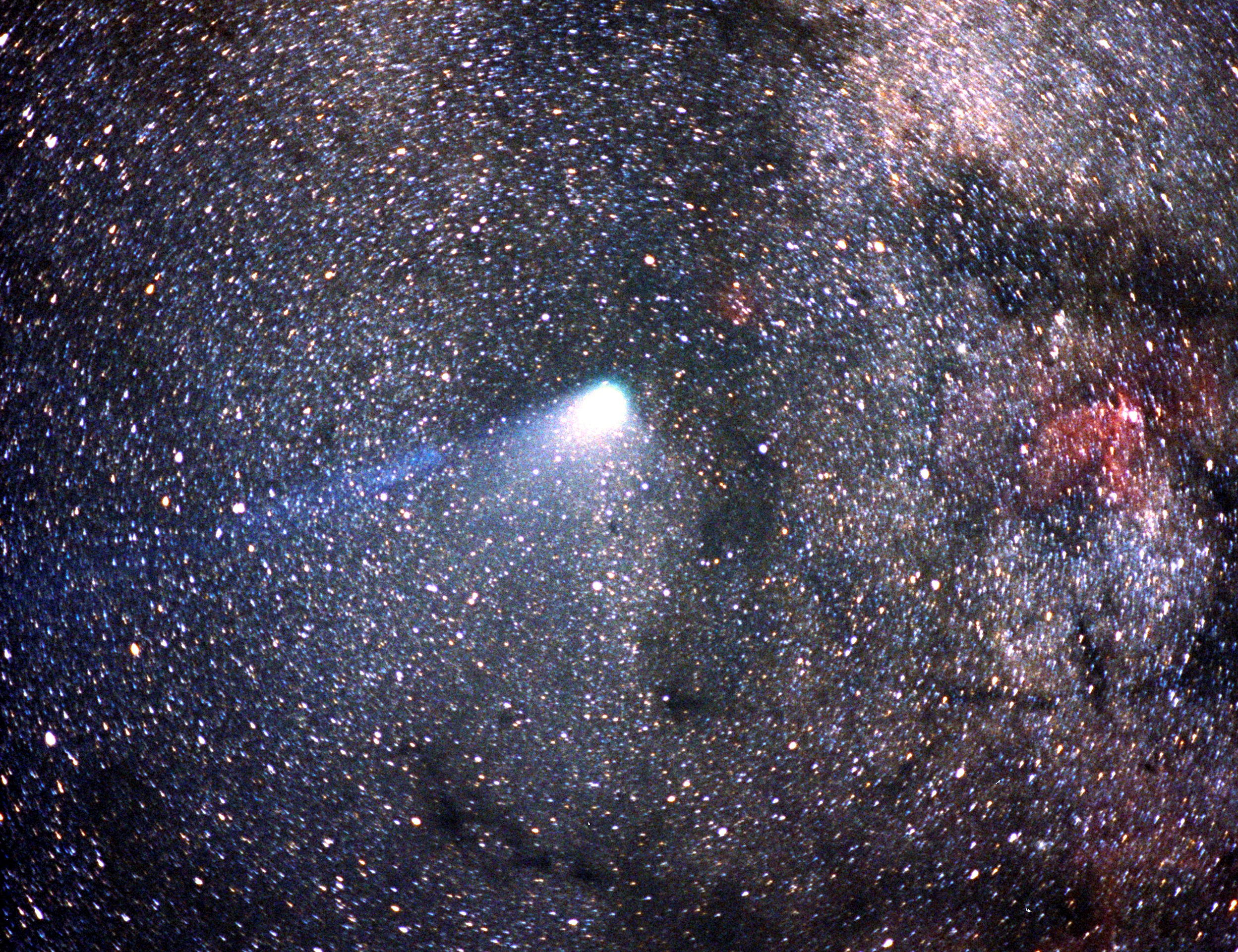
De komeet van Halley, gefotografeerd door het Kuiper Airborne Observatory in april 1986

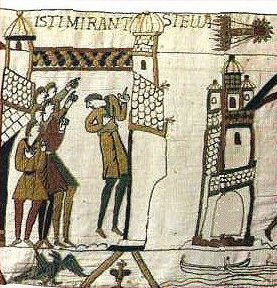
De oudst bekende afbeelding van de komeet van Halley op het Tapijt van Bayeux uit 1068

Waarnemingen bij andere kometen hebben aangetoond dat een komeet geen lang leven beschoren is als hij vaak in de buurt van de zon komt. De astronoom Jan Hendrik Oort veronderstelde dan ook dat er een verre wolk (Oortwolk) bestaat met miljoenen kometen, die elk slechts zelden in de buurt van de zon komen. De logische vraag is dan ook hoe een kort-periodieke komeet als de komeet van Halley zo lang kan bestaan.
Het antwoord is dat ook deze komeet ooit voor het eerst uit de Oortwolk loskwam en de zon naderde, misschien 2500 jaar geleden. Doordat een komeet een relatief kleine massa heeft, wordt hij gemakkelijk door een planeet uit zijn baan getrokken. Zo kwam de komeet in een kort-periodieke baan met een omlooptijd van ongeveer 76 jaar. Daarmee is het lot van deze komeet bezegeld - over enkele eeuwen zal de komeet van Halley niet meer bestaan.

## Eigenschappen
Uit waarnemingen door de ruimtesonde Giotto bleek dat de kern van Komeet Halley een langwerpig, taps toelopend voorwerp is (ongeveer 16 × 8 km), met stof/water-fonteinen op 10% van het oppervlak en een temperatuur van 320 - 400 K en albedo 0,04. Er waren bergen en dalen te zien.